# Distretto di Entremont
Il distretto di Entremont è un distretto del Canton Vallese, in Svizzera. Confina con i distretti di Martigny e di Conthey a nord, di Hérens a est, con l'Italia (Valle d'Aosta) a sud e con la Francia (dipartimento dell'Alta Savoia nel Rodano-Alpi) a ovest. Il capoluogo è Sembrancher.

## Comuni
Amministrativamente è diviso in 5 comuni:
- Bourg-Saint-Pierre
- Liddes
- Orsières
- Sembrancher
- Val de Bagnes

Geograficamente è costituito dalle vallate alpine di Bagnes, Entremont e Ferret.